# Florence Masnada
Florence Masnada, później Aubonnet (ur. 16 grudnia 1968 w Grenoble) – francuska narciarka alpejska, dwukrotna medalistka olimpijska, brązowa medalistka mistrzostw świata oraz zdobywczyni Małej Kryształowej Kuli Pucharu Świata.

## Kariera
Po raz pierwszy na arenie międzynarodowej Florence Masnada pojawiła się w 1985 roku, kiedy wystartowała na mistrzostwach świata juniorów w Jasnej. Zajęła tam siódme miejsce w gigancie oraz 21. miejsce w zjeździe. Cztery lata później wzięła udział w mistrzostwach świata w Vail, gdzie była dziewiąta w slalomie, a rywalizacji w kombinacji nie ukończyła. Jeszcze kilkukrotnie startowała na imprezach tego cyklu, najlepszy wynik osiągając podczas rozgrywanych w 1999 roku w mistrzostw świata w Vail, zdobywając brązowy medal w kombinacji. Po zjeździe do kombinacji zajmowała siódme miejsce, tracąc do prowadzącej Austriaczki Renate Götschl 1,46 sekundy. W slalomie uzyskała drugi wynik i przesunęła się na najniższy stopień podium, przegrywając tylko z Pernillą Wiberg ze Szwecji i Renate Götschl. Francuzka była też między innymi czwarta w slalomie na mistrzostwach świata w Saalbach-Hinterglemm w 1991 roku, gdzie walkę o podium przegrała z Austriaczką Ingrid Salvenmoser o 0,74 sekundy.
W 1992 roku wystartowała na igrzyskach olimpijskich w Albertville, zdobywając brązowy medal w kombinacji. Po zjeździe do kombinacji plasowała się na dziewiątej pozycji, ze stratą 1,24 sekundy do Petry Kronberger. W slalomie zajęła piąte miejsce, co jednak dało jej trzeci łączny czas, za Kronberger i jej rodaczką, Anitą Wachter. Podczas rozgrywanych dwa lata później igrzysk olimpijskich w Lillehammer Masnada była między innymi siódma w kombinacji i trzynasta w zjeździe. Brała także udział w odbywających się w 1998 roku w igrzyskach w Nagano, gdzie wywalczyła brązowy medal w biegu zjazdowym. W zawodach tych o 0,48 sekundy pokonała ją Niemka Katja Seizinger, a o 0,19 sekundy szybsza była Pernilla Wiberg. Na tej samej imprezie zajęła także szóste miejsce w kombinacji, tracąc 1,34 sekundy do brązowej medalistki, Hilde Gerg.
Pierwsze punkty w zawodach Pucharu Świata wywalczyła 20 grudnia 1988 roku w Courmayeur, zajmując dziewiąte miejsce w slalomie. Na podium zawodów tego cyklu pierwszy raz stanęła 10 marca 1990 roku w norweskiej miejscowości Stranda, gdzie zajęła trzecie miejsce w gigancie. W zawodach tych lepsze były jedynie jej rodaczka Carole Merle oraz Kristi Terzian z USA. W kolejnych startach jeszcze siedem razy stawała na podium: 22 grudnia 1990 roku w Morzine była druga w kombinacji, 7 stycznia 1991 roku w Bad Kleinkirchheim w tej samej konkurencji była trzecia, 10 grudnia 1994 roku w Lake Louise była druga w zjeździe, 14 stycznia 1995 roku w Garmisch-Partenkirchen odniosła swoje jedyne zwycięstwo wygrywając supergiganta, 19 marca 1995 roku w Bormio była trzecia w tej konkurencji, a 22 stycznia w Cortinie d’Ampezzo i 31 marca 1998 roku w Åre zajmowała trzecie miejsce w zjeździe. Najlepsze wyniki osiągnęła w sezonie 1996/1997, kiedy zajęła jedenaste miejsce w klasyfikacji generalnej. Ponadto w sezonie 1990/1991 zdobyła Małą Kryształową Kulę wygrywając klasyfikację końcową kombinacji.
Masnada wielokrotnie odnosiła kontuzje, doznając między innymi trzykrotnego zerwania więzadeł krzyżowych w lewym kolanie oraz zwichnięcia prawego stawu biodrowego. Z powodu kontuzji nie startowała w sezonie 1992/1993 oraz straciła większość sezonu 1995/1996, nie startując między innymi na mistrzostwach świata w Sierra Nevada. Do 1998 roku przeszła pięć operacji lewego kolana i dwie operacje prawego.
Wielokrotnie zdobywała medale mistrzostw Francji, w tym 14 złotych: w zjeździe w latach 1994 i 1998, supergigancie w latach 1991 i 1995, gigancie w 1991 roku, slalomie w latach 1991, 1992 i 1995 oraz kombinacji w latach 1985, 1991, 1994, 1995, 1998 i 1999.
Po zakończeniu kariery ukończyła studia. Od 2009 roku pracuje także jako komentatorka dla telewizji Eurosport oraz stacji radiowych Europe 1 i RMC.

## Osiągnięcia

### Igrzyska olimpijskie
| Miejsce | Dzień     | Rok  | Miejscowość | Konkurencja | Czas biegu | Strata     | Zwyciężczyni       |
| ------- | --------- | ---- | ----------- | ----------- | ---------- | ---------- | ------------------ |
| 3.      | 13 lutego | 1992 | Albertville | Kombinacja  | 2,55 pkt   | +18,83 pkt | Petra Kronberger   |
| 19.     | 18 lutego | 1992 | Albertville | Supergigant | 1:21,22    | +4,20      | Deborah Compagnoni |
| DNF1    | 20 lutego | 1992 | Albertville | Slalom      | 1:32,68    | -          | Petra Kronberger   |
| 14.     | 15 lutego | 1994 | Lillehammer | Supergigant | 1:22,15    | +1,28      | Diann Roffe        |
| 13.     | 19 lutego | 1994 | Lillehammer | Zjazd       | 1:35,93    | +1,99      | Katja Seizinger    |
| 7.      | 21 lutego | 1994 | Lillehammer | Kombinacja  | 3:05,16    | +4,86      | Pernilla Wiberg    |
| DNF1    | 26 lutego | 1994 | Lillehammer | Slalom      | 1:56,01    | -          | Vreni Schneider    |
| 18.     | 11 lutego | 1998 | Nagano      | Supergigant | 1:18,02    | +1,01      | Picabo Street      |
| 3.      | 16 lutego | 1998 | Nagano      | Zjazd       | 1:29,89    | +0,48      | Katja Seizinger    |
| 6.      | 17 lutego | 1998 | Nagano      | Kombinacja  | 2:40,74    | +2,10      | Katja Seizinger    |

### Mistrzostwa świata
| Miejsce | Dzień       | Rok  | Miejscowość | Konkurencja | Czas biegu | Strata | Zwyciężczyni          |
| ------- | ----------- | ---- | ----------- | ----------- | ---------- | ------ | --------------------- |
| DNF     | 2 lutego    | 1989 | Vail        | Kombinacja  | 5,65 pkt   | -      | Tamara McKinney       |
| 9.      | 7 lutego    | 1989 | Vail        | Slalom      | 1:30,88    | +2,57  | Mateja Svet           |
| 4.      | 1 lutego    | 1991 | Saalbach    | Slalom      | 1:25,90    | +1,40  | Vreni Schneider       |
| DNF     | 31 stycznia | 1991 | Saalbach    | Kombinacja  | 26,45 pkt  | -      | Chantal Bournissen    |
| 17.     | 11 lutego   | 1997 | Sestriere   | Supergigant | 1:23,50    | +1,08  | Isolde Kostner        |
| 6.      | 15 lutego   | 1997 | Sestriere   | Zjazd       | 1:41,18    | +0,54  | Hilary Lindh          |
| 14.     | 15 lutego   | 1997 | Sestriere   | Kombinacja  | 3:03,38    | +2,23  | Renate Götschl        |
| 10.     | 3 lutego    | 1999 | Vail        | Supergigant | 1:20,53    | +1,12  | Alexandra Meissnitzer |
| 3.      | 5 lutego    | 1999 | Vail        | Kombinacja  | 3:08,52    | +0,45  | Pernilla Wiberg       |
| 11.     | 7 lutego    | 1999 | Vail        | Zjazd       | 1:48,20    | +1,39  | Renate Götschl        |
| 14.     | 13 lutego   | 1999 | Vail        | Slalom      | 1:33,97    | +2,11  | Zali Steggall         |

### Mistrzostwa świata juniorów
| Miejsce | Dzień     | Rok  | Miejscowość | Konkurencja | Czas biegu | Strata | Zwyciężczyni   |
| ------- | --------- | ---- | ----------- | ----------- | ---------- | ------ | -------------- |
| 21.     | 28 lutego | 1985 | Jasná       | Zjazd       | 1:22,12    | +3,16  | Astrid Geisler |
| 7.      | 1 marca   | 1985 | Jasná       | Gigant      | 2:14,02    | +4,38  | Anita Wachter  |

### Puchar Świata

#### Miejsca w klasyfikacji generalnej
- sezon 1988/1989: 41.
- sezon 1989/1990: 46.
- sezon 1990/1991: 23.
- sezon 1991/1992: 39.
- sezon 1993/1994: 52.
- sezon 1994/1995: 19.
- sezon 1995/1996: 54.
- sezon 1996/1997: 11.
- sezon 1997/1998: 15.
- sezon 1998/1999: 17.

#### Miejsca na podium
1. Stranda – 10 marca 1990 (gigant) – 3. miejsce
2. Morzine – 22 grudnia 1990 (kombinacja) – 2. miejsce
3. Bad Kleinkirchheim – 7 stycznia 1991 (kombinacja) – 3. miejsce
4. Lake Louise – 10 grudnia 1994 (zjazd) – 2. miejsce
5. Garmisch-Partenkirchen – 14 stycznia 1995 (supergigant) – 1. miejsce
6. Bormio – 19 marca 1995 (supergigant) – 3. miejsce
7. Cortina d’Ampezzo – 22 stycznia 1998 (zjazd) – 3. miejsce
8. Åre – 31 marca 1998 (zjazd) – 3. miejsce